# پتروشیمی قائد بصیر
شرکت پتروشیمی قائد بصیر نخستین پتروشیمی غیردولتی ایران می‌باشد که در سال ۱۳۷۶ تأسیس گردیده و در سال ۱۳۸۲ توسط رئیس جمهور وقت ایران سید محمد خاتمی افتتاح و شروع به تولید و عرضه محصولات به بازار نموده‌است. وزارت خزانه‌داری آمریکا در ۱۳ ژانویه ۲۰۲۱ این شرکت را در تازه‌ترین فهرست تحریم‌های خود قرار داد.

## محصولات
- رزین استیرن-آکریلونیتریل یا SAN
- آکریلونیتریل بوتادین استایرن یا ABS
- ABS-PC

## فناوری تولید
تحت لیسانس شرکت کومهو پتروکمیکال کره جنوبی

## محل شرکت
شرکت پتروشیمی قائد بصیر در شهرستان گلپایگان ناحیه صنعتی سعید آباد واقع شده‌است.

## تحریم
وزارت خزانه‌داری آمریکا در ۱۳ ژانویه ۲۰۲۱ این شرکت را همراه با ۳تن و ۱۵ نهاد جمهوری اسلامی در تازه‌ترین فهرست تحریم‌های خود قرار داد. در بیانیه وزارت خزانه‌داری آمریکا تأکید شده‌است که افرادی و نهادهای تحریم شده، به سرکوب سیستماتیک مخالفان، مصادره زمین و دارایی معترضان سیاسی، اقلیت‌های مذهبی و تبعیدی‌ها متهم شده‌اند.

## مالکیت شرکت
سهامداران عمده پتروشیمی قائد بصیر تا آبان ۱۳۹۷ عبارت از شرکت گروه توسعه انرژی تدبیر وابسته به ستاد اجرایی فرمان امام به میزان ۸۰٪ و بنیاد پانزده خرداد به میزان ۲۰٪ بوده‌است.
۱۰ درصد از سهام این شرکت در تاریخ ۱۵ آبان ۱۳۹۷ از طریق فرابورس تهران عرضه اولیه شده‌است.
| سهامدار/دارنده                                  | شمار سهم   | درصد   |
| ----------------------------------------------- | ---------- | ------ |
| شرکت گروه توسعه انرژی تدبیر-سهامی خاص-          | ۱۳۷ میلیون | ۴۱٫۵۸۰ |
| مؤسسه بنیاد پانزده خرداد                        | ۶۶ میلیون  | ۱۹٫۹۹۰ |
| شرکت سرمایه‌گذاری صنایع شیمیایی ایران-سهامی عام- | ۳۳ میلیون  | ۹٫۸۵۰  |
| شرکت گروه سرمایه‌گذاری تدبیر-سهامی خاص-          | ۱۸ میلیون  | ۵٫۳۹۰  |
| BFMصندوق سرمایه‌گذاری. ا.ب. تدبیرگران فردا       | ۵ میلیون   | ۱٫۶۴۰  |
| صندوق سرمایه‌گذاری اندوخته پایدارسپهر            | ۵ میلیون   | ۱٫۳۹۰  |
| شخص حقیقی                                       | ۴ میلیون   | ۱٫۲۱۰  |
| صندوق سرمایه‌گذاری یاقوت آگاه                    | ۳ میلیون   | ۱٫۰۰۰  |